# Батуринская крепость
Батуринская крепость(укр. Батуринська фортеця) - комплекс оборонительных сооружений города Батурин, памятник археологии. Существовала в XVII - в начале XVIII века. Основана в 1625 польской коронной администрацией на левом высоком берегу  Сейма. Разрушена 2 (13) ноября 1708 г. по приказу царя  Петра І.

## Периоды истории
Распоряжение о осаждении на «городище Батурин» города выдано 15 апреля 1625 Матею Стахорскому, которого считают его основателем.

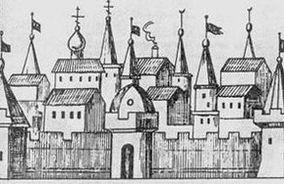
Лубок XVIII в. Град Батурин.

Первые фортификационные сооружения, построенные на высоком мысе левобережной террасы р. Сейм, оказались не весьма мощными. Во время Смоленской войны в ноябре 1632 Батурин захватило московское войско. После войны город восстановлен людьми Новгород-Северского старосты Александра Песочинского. Тогда же, в середине 1630-х гг., построена вторая линия укреплений, которые широким полукругом охватывали изгиб террасы, а в восточной части примыкали к городищу, которое в дальнейшем оставалось городским кремлём. В разных источниках городище называется замком, панским двором, цитаделью, городом (также «малый город», «верхний город»). Защищённую укреплениями застройку вокруг Батуринского замка источники называют городом, окольным городом, большим замком, посадом, укрепленным посадом, крепостью.
Батуринская крепость стала частью так называемого «Путивльского рубежа» - восточной фортификационной линии  Речи Посполитой. Польское присутствие в крае продолжалась до начала лета 1648. Тогда Батурин перешел под контроль  Войска Запорожского и стал центром одноименной  сотни Черниговского, а потом - Нежинского полка.
Сохранилась опись Батурина 1654 г.: 

 г. Батурин стоит подле реки Семи. Под городом течет в реку Сем озеро Поповка. Около посаду, с трех сторон, к озеру сделан город, земляной вал; по обе стороны того валу огорожено дубовым бревеньем. В том земляном городе сделаны три вороты проезжие; на двух воротах башни покрыты тесом, на третьих воротах башни нет; глухих наугольных шесть башен; башни без верхов. Около того ж земляного города, с трех сторон, к горе сделан ров, а с четвертой стороны по горе от того земляного города, вверх к озеру, огорожено стоячим острогом; башен по той острожной стене нет. Межи той острожной стены, к воде, ритвиною, сделаны ворота. Да в том же городе, по башнях и по стене, 9 пищалей, чугунные, железные. Да в том же городе, поставлена церковь деревянная во имя святителя Николы Чудотворца… Да в том же городе Батурине под озером, на горе сделан панский двор; около того двора сделана изо рву осыпь земляная, на тоя осыпи огорожено стоячим острогом дубовым бревеньем облым; меж того острогу сделаны ворота проезжие, на воротах башня, да три башни глухие, покрыты тесом; около того двора, подле острожные стены, с трех сторон сделан ров, а тот острог перегорожен надвое стоячим острогом, и сделаны два рва подле тех стен.

С весны 1669 до ноября 1708 город был главной резиденцией украинских гетманов  Демьяна Игнатовича,  Ивана Самойловича и Ивана Мазепы. В ходе Северной войны 2 ноября 1708 Батуринскую крепость взяло штурмом и разрушило московское войско под командованием  Александра Меньшикова. С тех пор Батуринская крепость теряет военное значение.
Руины застройки и укреплений Батуринской крепости простояли до средины XVIII в. Тогда по приказу гетмана  К. Разумовского остатки каменных сооружений были разобраны, а на территории крепости построен торговый квартал и проложен Киево-Московский почтовый тракт (до этого дорога шла в обход Батуринской крепости).

## Фортификации

### Цитадель

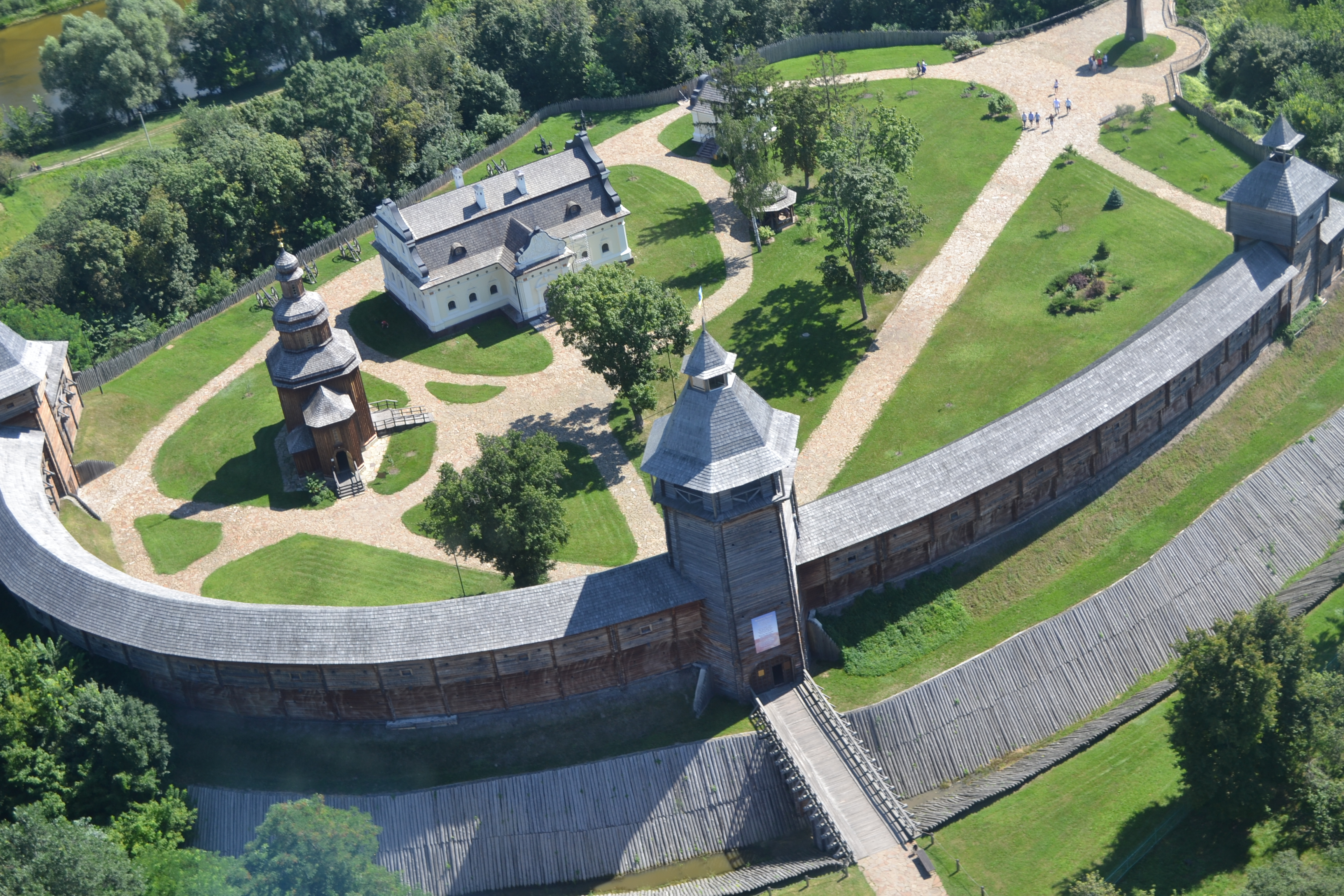
Цитадель Батуринской крепости, отстроенная в 2008 г.

Первоначальным укрепленным участком был высокий мыс левобережной террасы реки  Сейм, бывшее древнерусское городище. Его следы были хорошо видны при постройке польского форта в 1625 г. Этот мыс (современное название - Цитадель Батуринской крепости) - ландшафтная доминанта, зона наивысшей композиционной активности. С юга его ограничивает глубокий овраг с обрывистыми склонами (местное название - Семенков яр) с севера и северо-запада мыс обрезается другим оврагом (Степановским), который также выходит к пойме реки. Поэтому в укреплении нуждалась только юго-западная сторона мыса. Раскопки остатков укреплений цитадели крепости показали, что они состояли из двух (внутреннего и внешнего) сухих  рвов, валов с внутренними деревянными срубными конструкциями, стен из дубовых срубов, забитых глиной, и деревянных башен - одной проезжей и трёх «глухих». Такие традиционные дерево-земляные казацкие оборонительные сооружения, типичные для центральной Украины, лучше выдерживали пушечный обстрел, чем каменные или кирпичные стены. 
В 2004 г. на юго-восточной стрелке мыса установлен Памятник жертвам Батуринской трагедии 1708. В 2008 г. на территории мыса по результатам археологических исследований и по архитектурным аналогам построен архитектурно-мемориальный комплекс Цитадель Батуринской крепости.

### Крепость
Общий вид второй линии укреплений Батурина - Крепости - имеет форму овала, вытянутого по оси юго-восток - северо-запад. Башни были расположены с западной и юго-выпуклого профиля Крепости через примерно одинаковые отрезки расстояния; к восточной оконечности примыкала Цитадель. В восточной части укрепления крепости и Цитадели составляли единую систему.
Размеры Крепости по линии юго-восток — северо-запад — 600 м; по линии юго-запад — северо-восток — 450 м. Площадь Крепости с Цитаделью и самими укреплениями составляла 24,5 га. При этом непосредственно оборонительные сооружения имели площадь 45522,5 м².
На территории Крепости и Цитадели открыта сеть подземных потайных ходов шириной 1,2 — 2,5 м и высотой 2 м. Батуринскую твердыню поэтапно строили местные мастера, придерживаясь древних традиций. Лишь под влиянием европейской фортификации раннего модерного времени планирование напольных укреплений приблизили к полигональному и насыпали земляные фланкирующие фольверки (болварки) - протобастионы.

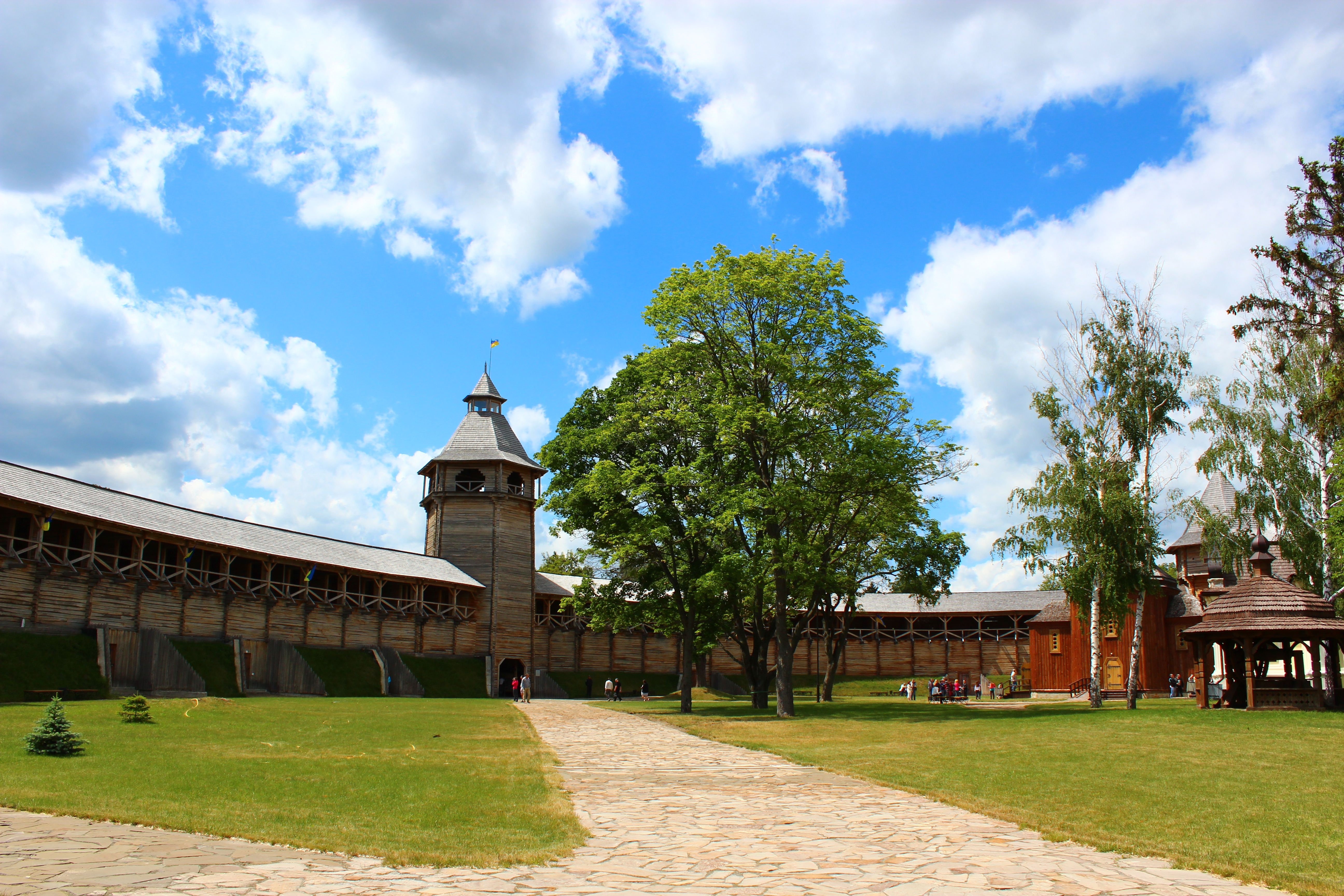
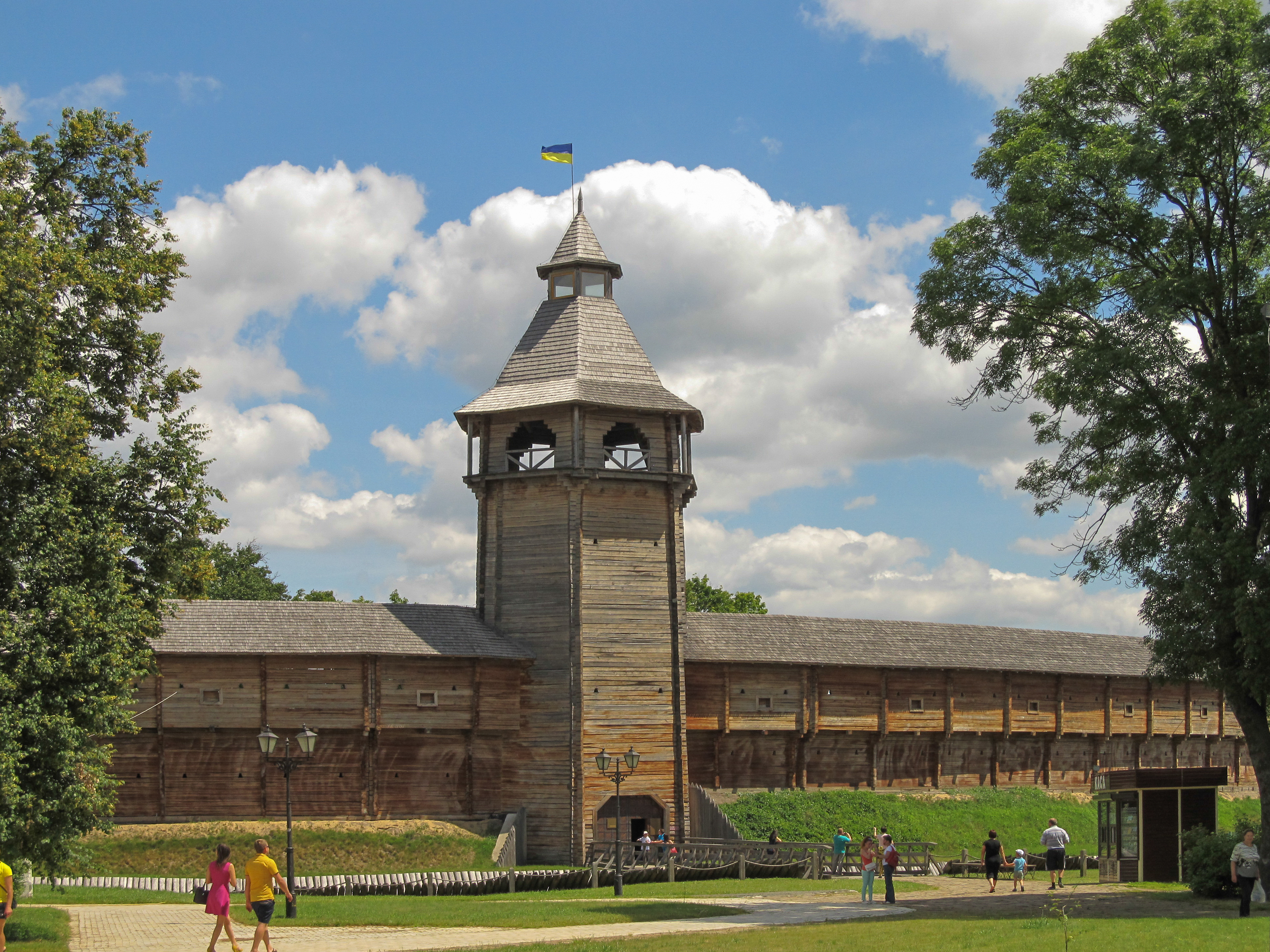
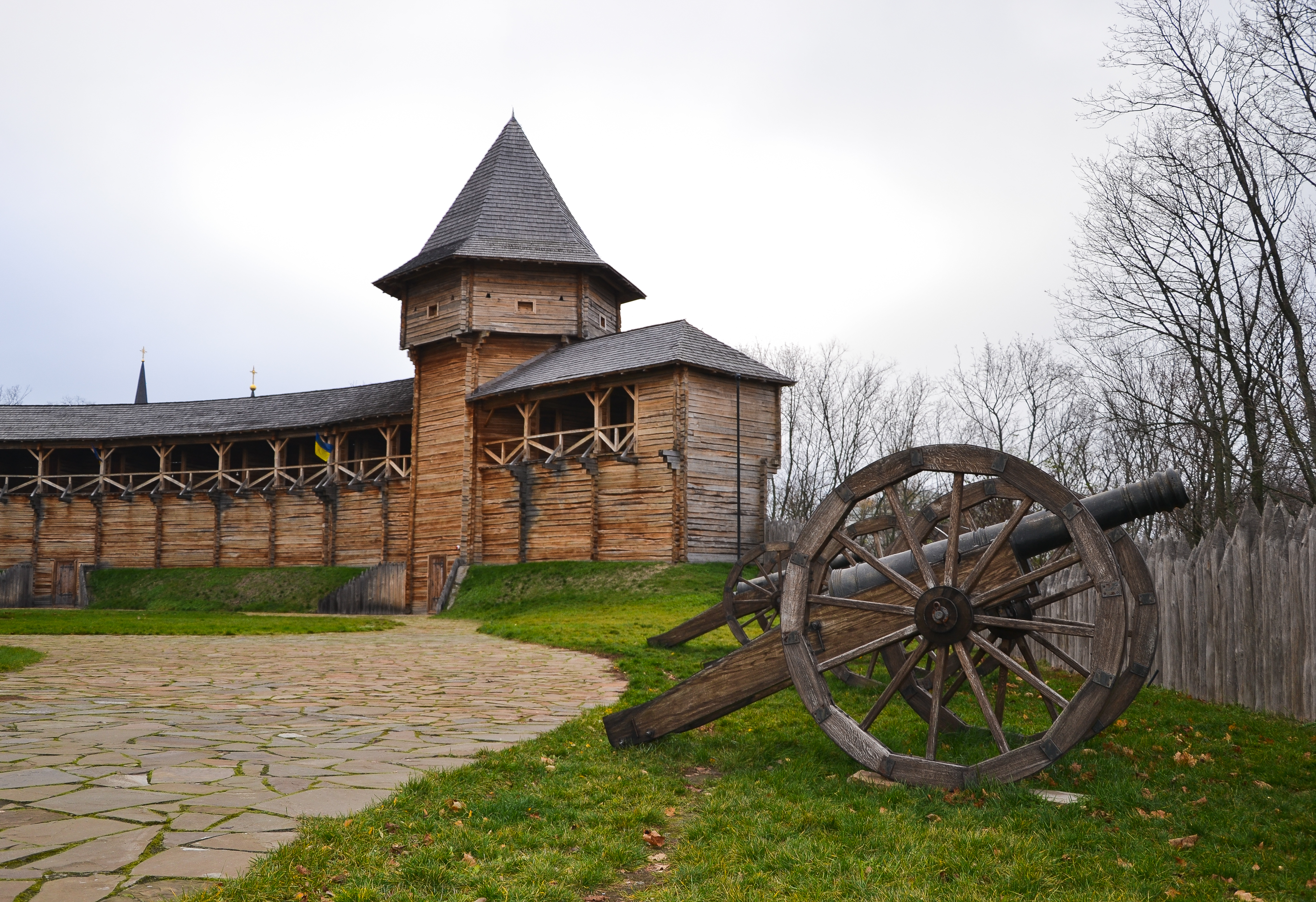
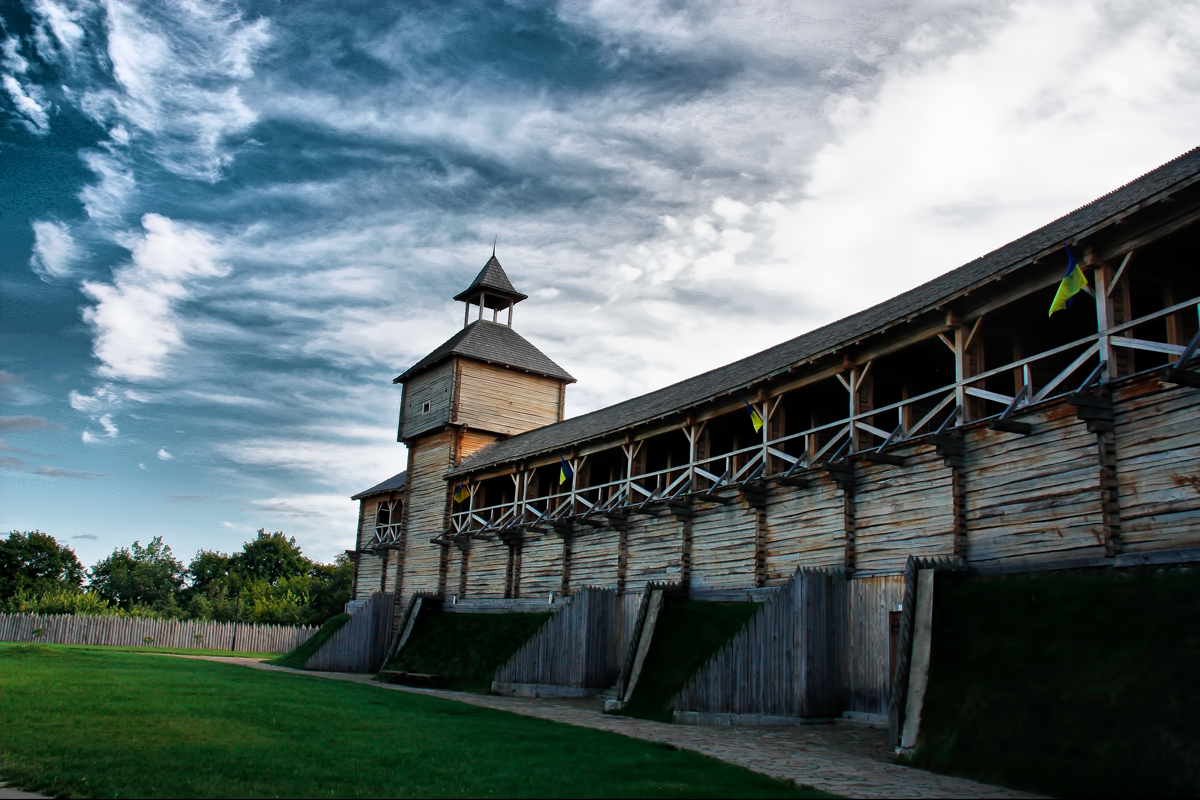